# 攜播

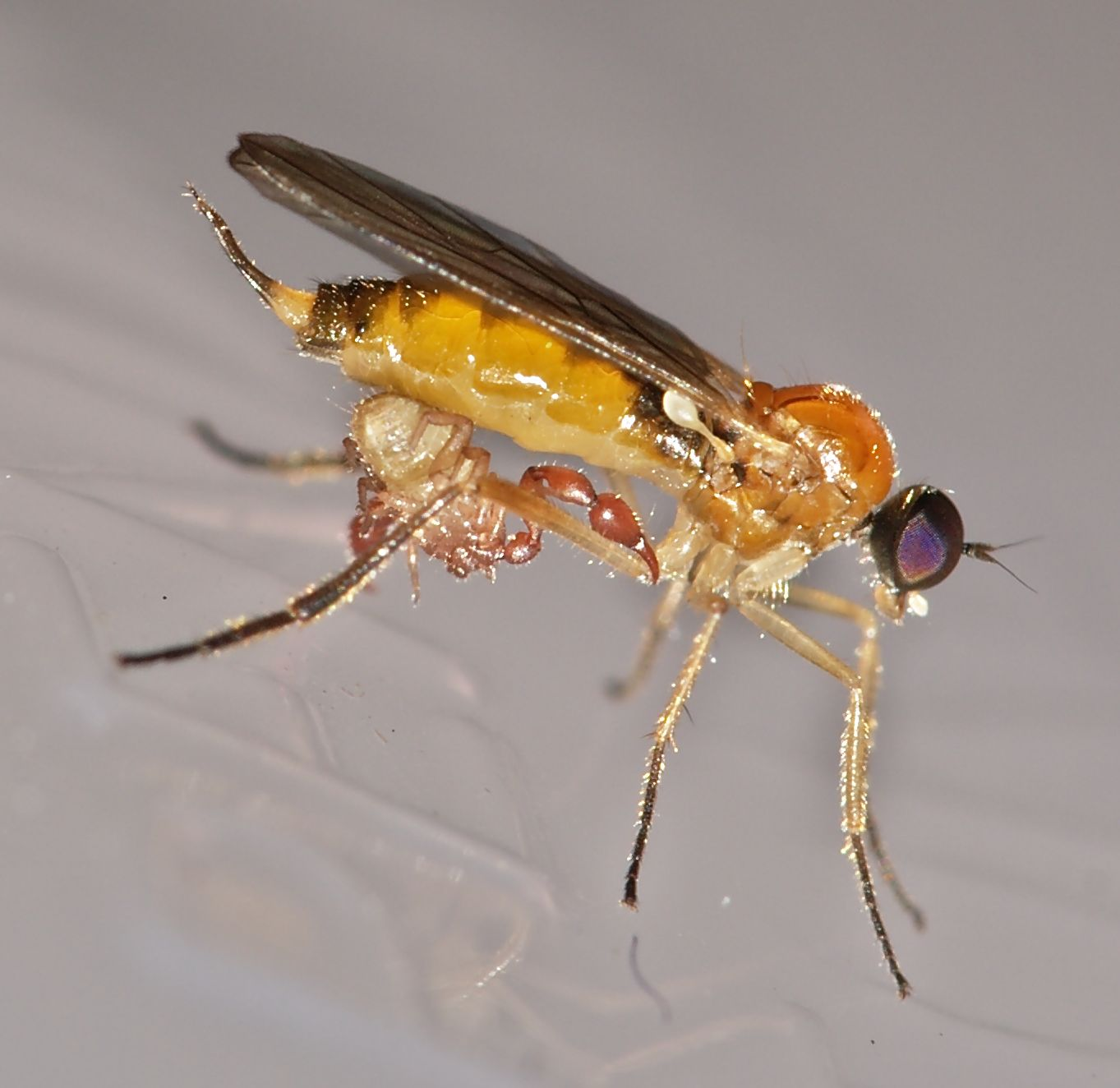
圖中的拟蝎在一隻蒼蠅「便乘」。

攜播()，亦作便乘性，是生態學的一個名詞，指一種在物種間的互動共生關係。
當中一種生物會通过另一生物进行機動式的传播和扩散。
這種關係算是一種偏利共生關係，雖則在生理學上兩個物種並沒有從屬關係。

## 例子
在节肢动物與樹懶之間的就保持着一種攜播關係：食糞的螟蛾科物種諸如Bradipodicola hahneli及Cryptoses choloepi的特殊之處，在於牠們只會在一種只生活於中南美洲的一類哺乳綱物種樹懶的毛上棲息。當中，樹懶為飛蛾提供運輸，雌蛾在樹懶的糞便中排卵 ，幼蟲在它上面飼養，新孵化的飛蛾進入森林樹冠尋找新的樹懶寄主。
其他例子還有：
- 攜播蟎[1]
- 共生線蟲[2][5]

## 參看
- 寄生蟲